# Anolis clivicola
Anolis clivicola är en ödleart som beskrevs av  Barbour och SHREVE 1935. Anolis clivicola ingår i släktet anolisar, och familjen Polychrotidae. IUCN kategoriserar arten globalt som livskraftig. Inga underarter finns listade i Catalogue of Life.